# J. Edward Ruark
J. Edward Ruark, född 1849, död 1914, var en amerikansk sångtextförfattare som är representerad i Frälsningsarméns sångbok 1990 (FA).

## Sånger
- Himmelsk glädje kan du äga (engelska: You May Have the Joy-Bells, FA nr 491) skriven 1899. Musik av William J. Kirkpatrick.[4]
- Living in the Sunshine, skriven 1899. Musik av Daniel Brink Towner.[5]
- No Tears in Heaven[6]